# Ochotona valerotae
Espèce
Ochotona valerotae est une espèce fossile de lagomorphes de la famille des Ochotonidae.

## Distribution et époque
Ce pika a été découvert dans Les Valerots, à Nuits-Saint-Georges, en France. Il vivait à l'époque du Pléistocène.

## Étymologie
L'épithète spécifique est nommée en référence au lieu de sa découverte : Les Valerots.

## Taxinomie
Cette espèce a été décrite pour la première fois en 2001 par les naturalistes M. A. Erbayeva, S. Montuire et Jean Chaline.

## Publication originale
(en) Erbayeva, Montuire et Chaline, 2001 : « New ochotonids (Lagomorpha) from the Pleistocene of France ». Geodiversitas, vol. 23, no 3, p. 395-409 (consulté le 1er septembre 2013).